# Alba Madonna

Alba Madonna ili Bijela Gospa, ulje na drvetu kružnoga oblika (tondo) talijanskoga slikara Rafaela koje prikazuje Blaženu Djevicu Mariju, Isusa i Ivana Krstitelja u pastoralnom krajobrazu renesansne Italije. Slika je poznata po višeslojnoj simboličnosti prikazanih motiva, posebice cvijeća.
Slika je promijenila više vlasnika u Italiji, a potom i po Europi, većinom trgovaca, plemića i diplomata. God. 1836. kupuje ju ruski car Nikola I. i uvrštava u zbirku Ermitaža u Petrogradu. Gotovo stoljeće kasnije, u velikoj rasprodaji Ermitaževe zbirke 1931. sliku nabavlja američki industrijalac Andrew William Mellon, koji ju zajedno sa svojom osobnom zbirkom 1937. daruje Nacionalnoj galeriji u Washingtonu, gdje se čuva i danas.

## Simbolika
Kružni oblik slike (tondo) bio je uobičajen u slikanju narudžbi prigodom proslave djetetova rođenja. Krug simbolizira vječnost, vjenčani prsten, ali i porođajni kanal, ukazujući time na Isusovo rođenje odn. utjelovljenje na Zemlji. Nestabilnost kružnoga oblika kompozicijski je učvršćena snažnom crrtom obzora u zaleđu likova te njihovim piramidnim rasporedom na širokoj bazi. Izvedba ljudskih likova i njihova mišićavost ukazuju na Rafaelovo poznavanje Michelangeloba rada na stropu Sikstinske kapele. Dijete Isus prikazano je živahno i čvrsto, pružajući ruku Ivanu Krstitelju kako bi prihvatio križ, simbol svoje muke, smrti i uskrsnuća. Također, Ivan Krstitelj je posljednji prorok prije Isusa, izravni navjestitelj Kristova dolaska te se u odnosu Ivana i Isusa očituje nastavak Božjega navještaja. I Marija i Isus i Ivan međusobno razmijenjuju žalosne poglede, svojevrsnu najavu svojih budućih muka.
Rafael likove Marije, Isusa i Ivana smješta uz biljke sa snažnom simbolikom. Ivan Krstitelj u svojemu krilu drži cvjetove anemone, koja u zapadnoj ikonografiji označava žalost. Tako je prikaz Utjelovljena ujedno i nagovještaj buduće žalosti Muke. Maslačak u kršćanskoj umjetnosti simbolizira gorčinu Kristove Pashe, s obzirom na to da se koristio kao jedna od vrsta gorkoga zelja na pashalnoj večeri. Čehulja (mirisna mirha) podsjeća na pomast za balzamiranje što su ju Isusu o Bogojavljanju darova Sveta tri kralja. Rafael time već u prikazu rođenja naslućuje Kristovu smrt. Na desnomu kraju slike prikazana je lazarkinja (jaslenjak), koji se prema tradiciji sušio i stavljao u jaslice. Lijevo od broća je ljubica, simbol poniznosti, a odnosi se na sve troje: i Ivana, navjestitelja Isusova („Nisam dostojan odriješiti Mu remenje na obući!”), i Isusa, koji je tumačio kako je sve primio od Oca i ostao Mu poslušan („Fiat voluntas tua” u očenašu, molitva u Getsemaniju, vjernost u kušnjama), ali i samu poniznost Utjelovljenja, kao i na Mariju („Neka mi bude po tvojoj riječi”, „Što god kaže, učinite!”, Magnificat). Sam Marijin položaj, sjedenje na tlu, ikonografski je poznat kao »Djevica poniznosti« te dodatno naglašava tu vrlinu. U sredini tonda, na samom dnu, smjestio se ženski trputac, uobičajeni korov kojim su hodočasnici liječili bolna i žuljava stopala. Njegova je simbolika misijska, simbolika puta, hoda Crkve i svakoga čovjeka u nasljedovanju Krista.
Pastirski krajolik u pozadini i oko ljudskih likova svojevrsni je portret Italije Rafaelova vremena, vjerojatno sela uokolo Rima, s planinama i pašnjacima. Zemaljski i nebeski prostor, kao i u izvještaju o stvaranju u Knjizi Postanka, odjeljuje voda, simbol krštenja, kako vjernikova, tako i Isusova (Isusa je na Jordanu krstio upravo Ivan Krstitelj) tj. sakramentalne stvarnosti umiranja grijehu kako bi se zadobio novi život u punini, u svjetlu Božje milosti. Cjelokupna simbolika slike dobiva na smislu i snazi kad se uzme u obzir kako je slika trebala biti oltarna pala tj. produžetak oltara, dio crkvenoga prostora, pa i ne čudi količina teoloških i biblijskih značenja i simbola. Konačna namjena slike nije samo estetski vrijedan prikaz, nego i sudjelovanje u bogoslužju odn. pronošenje teološkoga govora.